# Efferia montensis
Efferia montensis este o specie de muște din genul Efferia, familia Asilidae, descrisă de Scarbrough și Perez-gelabert în anul 2009.
Este endemică în Puerto Rico. Conform Catalogue of Life specia Efferia montensis nu are subspecii cunoscute.